# Petar Lubarda
Petar Lubarda (Ljubotinj kod Cetinja, 27. srpnja 1907. – Beograd, 13. veljače 1974) bio je srpski slikar iz 20. stoljeća, redoviti član Srpske akademije znanosti i umjetnosti (SANU) i vanjski član Jugoslavenske akademije znanosti i umjetnosti (JAZU).

## Životopis
Rođen je u Ljubotinju, blizu Cetinja, Knjaževina Crna Gora. Lubardin otac bio je časnik Kraljevske jugoslavenske vojske kojeg su ubili partizani, što je ostavilo traga na Lubardinoj karijeri i odgoju. Dio ratnih godina proveo je u njemačkom zarobljeničkom logoru. Lubarda se izjašnjavao Srbinom, i napisao pismo u kojem zahtijeva da se ovaj podak uvrsti kao dio njegove biografije u nadolazećim katalozima umjetnosti, i u kojem se zahtijeva da njegovo djelo bude predstavljeno kao dio paviljona Srbije.
Slikarstvo je studirao u Beogradu i Parizu. Od 1932. do svoje smrti živio je u Beogradu, s izuzetkom razdoblja 1946–1950. Kada je bio profesor na umjetničkoj školi u Herceg Novom. Njegovo je djelo nadahnuto srpskom poviješću i crnogorskim krajolikom.
Njegova najpoželjnija tema bila je povijesna Kosovska bitka iz 1389. godine, koju je Lubarda slikao u različitim formatima u više od 30 verzija.
Lubarda je osvojila brojne nagrade, uključujući prestižnu nagradu Herder, Medalju časti Umjetničkog društva Calcutta 1968. i mnoge druge nagrade u Europi, Brazilu, New Yorku i Tokijskom bijenalu.
Kuća koju su koristili Petar Lubarda i njegova supruga Vera, a nalazi se u beogradskom naselju Senjak, pretvorena je u umjetničku galeriju s istaknutim Lubardinim djelima i osobnim predmetima.